# Mantelbussard
Der Mantelbussard (Pseudastur polionotus, Syn.: Leucopternis polionotus, Leucopternis polionota, Buteo polionotus) ist ein Greifvogel aus der Familie der Habichtartigen, die in Brasilien, Uruguay, und Paraguay vorkommt. Der Bestand wird von der IUCN als potentiell gefährdet (Near Threatened) eingeschätzt. Die Art gilt als monotypisch.

## Merkmale
Der Mantelbussard erreicht eine Körperlänge von etwa 47 bis 51 cm bei einer Flügelspannweite von 118 bis 129 cm. Der Kopf, der Hals, der Rücken und die gesamte Unterseite sind weiß, der Rest der Oberseite und die Schwanzbasis bläulich schieferfarben. Die Armschwingen haben weiße Spitzen, die an den Handschwingen etwas enger ausfallen. Die Flügel wirken von unten gelegentlich deutlich zweifarbig, mit helleren Oberflügeln und dunkleren Schwungfedern. Die Iris ist dunkelbraun, die Wachshaut hellgelb, die Beine und Füße hell orangegelb. Insbesondere das Schwanzmuster unterscheidet ihn von konspezifischen Arten wie dem Schneebussard (Pseudastur albicollis) und dem sympatrischen Weißhalsbussard (Buteogallus lacernulatus). Es besteht kein Geschlechtsdimorphismus, doch sind die Weibchen etwas größer. Jungtiere sind am Hinterrücken gefleckt oder weiß gebändert und haben dunkle Streifen am Kopf und Nacken.

## Lautäußerungen
Der häufigst gehörte Ruf des Mantelbussards ist ein schriller, undeutlicher Pfiff, der wie wiiouw klingt und in Abständen ertönt. Außerdem gibt er eine Abfolge von hohen bibibi...bii-eh-Pfiffen im Sitzen und auch im Flug von sich.

## Fortpflanzung
Wenig ist über die Brutbiologie des Mantelbussards bekannt. Im Bundesstaat Paraná wurde Mitte Juli ein Nest mit einem Küken gesichtet.

## Verhalten und Ernährung
Zur Nahrung des Mantelbussards gehören Vögel, kleine Schlangen, Geckos, andere Eidechsen, große Insekten wie Schaben und Bergmeerschweinchen (Kerodon rupestris) und andere kleine Säugetiere. Zu den geschlagenen Vögel gehören Drosseln und Tangaren, aber auch größere Arten wie der Grünmanteltrogon (Trogon viridis), der Eichhornkuckuck (Piaya cayana) und die Rotschwanzamazone (Amazona brasiliensis). In Ausnahmefällen kann sogar ein Bronzeguan (Penelope obscura) zu seiner Beute gehören. Er jagt von exponierten Sitzplätzen ca. fünf bis sieben Metern über dem Boden oder lauert Vögeln in fruchttragenden Bäumen oder blühenden Sträuchern auf. Dabei ist er manchmal mehrere Tage lang auf demselben Sitzplatz. Es wurde berichtet, dass er Schwärmen von Treiberameisen folgt. Seine Beute schlägt er sowohl am Boden als auch in höheren Straten. In einer Studie von September bis November 2008 zeigte er bei der Rodung eines laubabwerfenden Waldfragments in 1290 Metern Höhe am Gipfel einer Mine in Minas Gerais eine gewisse Anpassungsfähigkeit. So nutze er die neu gerodeten Gebiete, um seine Beute anzugreifen.

## Verbreitung und Lebensraum

Verbreitungsgebiet (grün) des Mantelbussards

Der Mantelbussard bevorzugt Wälder, einschließlich Brasilianische Araukarien (Araucaria angustifolia) in der tropischen Zone. Dabei bewegt er sich in Höhenlagen von Meeresspiegel bis in die Bergregionen. Typischerweise ist er jedoch in Bergregionen in Höhenlagen von über 500 Meter und bis mindestens 1500 Meter unterwegs. Er ist im Osten Brasiliens von Alagoas und Bahia südlich bis ins  nördliche Rio Grande do Sul und das südöstliche Paraguay im Departamento Alto Paraná verbreitet. In Paraguay ist er sehr selten.

## Migration
Der Mantelbussard ist vermutlich ein Standvogel. Aufzeichnungen aus Küstentiefland lassen manchmal darauf schließen, dass es zu saisonalen Zügen kommt. So soll er in der Serra do Mar von Paraná während der Wintermonate von April bis November häufiger als sonst vorkommen.

## Etymologie und Forschungsgeschichte
Die Erstbeschreibung des Mantelbussards erfolgte 1847 durch Johann Jakob Kaup unter dem wissenschaftlichen Namen Buteo polionotus. Als Verbreitungsgebiet gab er Südamerika an. Das Typusexemplar befand sich im Natural History Museum. 1849 führte George Robert Gray auch die neue Gattung Pseudastur ein. Der Begriff leitet sich aus ψευδος pseudos, deutsch ‚falsch‘ und αστεριας, αστηρ, αστερος asterias, astēr, asteros, deutsch ‚Falke, Star‘ ab. Der Artname polionotus ist ein Wortgebilde aus πολιος polios, deutsch ‚grau‘ und -νωτος,  νωτον -nōtos, nōton, deutsch ‚-rückig, Rücken‘. Alfred Laubmann hatte für sein Werk Die Vögel von Paraguay keinen Balg zur Verfügung. In der Literatur betrachtete Laubmann den Oberlauf des Río Paraná und am Rio Iguaçu sowie Puerto Bertoni als Nachweise für das Land. Früher wurde er auch als Schneebussard-Unterart (Leucopternis albicollis polionota) geführt.